# 蜘蛛男 (仮面ライダー)
- 仮面ライダーシリーズ
  - 仮面ライダー > ショッカー > ショッカー怪人 > ショッカー怪人 (テレビシリーズ) > 蜘蛛男 (仮面ライダー)
  - 仮面ライダーシリーズ登場怪人一覧 > 仮面ライダーシリーズ第1期登場怪人一覧 > ショッカー怪人 (テレビシリーズ) > 蜘蛛男 (仮面ライダー)

蜘蛛男（くもおとこ）は、仮面ライダーシリーズ第1作『仮面ライダー』およびその派生作品に登場する怪人。
関連怪人のスパイダーやスペース蜘蛛男、クモオーグについても、本記事で解説する。

## 『仮面ライダー』に登場する蜘蛛男
『仮面ライダー』第1話・第13話・映画『仮面ライダー対ショッカー』に登場。
クモをモチーフとするショッカーの改造人間第1号にして、仮面ライダー1号が最初に戦った怪人。口から吐く強靭な糸や、人体を溶かす毒針を武器とする。また、万能アンテナとなる大きな触角で情報を収集するが、拉致・誘拐などを目的とするため、戦闘能力や筋力はさほど強化されていない。
優秀な人材を改造人間にするため、女戦闘員を率いて本郷猛を拉致する。改造人間となった本郷が彼を改造した緑川博士とともに脱走した後、基地の外にて彼らを迎え討つが、1号に戦闘員を蹴散らされて取り逃がす。しかし、緑川の娘・ルリ子を集音装置と発信装置を備えた蜘蛛型発信機で追跡して居場所を知り、緑川を殺害する。その後、ルリ子をさらって1号と戦うが、投げ飛ばされてひるんだところにライダーキックを受け、泡と化して消滅する。
第11話では、ゲバコンドルのアジトに肖像画が飾られている。
第13話では、再生怪人の1体として登場。カメレオン男とともに野本健を誘拐する。1号との戦いでは棒術を用いる。
映画『仮面ライダー対ショッカー』では、死神博士に率いられた再生怪人の1体として登場。地獄谷にて珠美と方程式の交換を行う死神博士を援護すべく出現するが、大道寺に変装した本郷が死神博士を拘束した際、命と引き換えにした死神博士の命令で全員が戦わないまま撤退する。
第2・第3クールのオープニング・エンディングにも登場。ブリヂストン自転車『ドレミ』のCMでは、ベルトを装着した状態で登場している。
- 声 - 槐柳二（第1話）、大野剣友会（第13話・映画）[14]
- スーツアクター - 岡田勝[出典 8]
  - 着ぐるみは完成が遅れたため、エキスプロダクションからロケ現場に直接搬入された[5]。また、面の覗き穴が小さかったため、岡田は自ら錐で穴を広げた[出典 9]。
- 蜘蛛男の存在は、『仮面ライダー』の企画案『クロスファイヤー』の時点でショッカーの改造人間案として挙げられていた[出典 10]。石ノ森章太郎による検討用デザインでは4本腕となっており、原作漫画版ではこの形状を踏襲している[出典 11]。
- 蜘蛛男がルリ子を抱えて逃走するシーンでは、監督の竹本弘一がカメラを移動車に乗せての撮影を希望したが、当時の生田スタジオでは十分な機材を用意できず、編集で短いカットをつなぎ合わせることにより、非人間的な走り方を演出している[27][6]。
- 準備稿「殺人蜘蛛」では、最後は原作漫画版同様に1号との戦いで負傷し、敗走するというものであった[5]。

## スペース蜘蛛男
蜘蛛男が復活したスペース蜘蛛男が登場。作中では関係性が明らかにならないが、関連書籍での説明では蜘蛛男が強化改造されて復活した個体とされている。
大まかな外見は蜘蛛男と変わらないが、複眼や触手の色が鮮やかなオレンジになり、マジョーラのように宇宙の星雲を想わせる独自の光沢を持つマントを纏っている。また、蜘蛛の腹部分が出ている、蜘蛛の巣にいる際は閉まっている脚を展開するなど、より蜘蛛らしい面も見せている。強靭な蜘蛛の糸を口から吐き、両手の鋭い爪で攻撃する。
- デザインは麻宮騎亜が担当[32][33]。当初は原作漫画版の蜘蛛男のように4本腕だったが、リテイクが出たため、脇から触手が生えたものとなった[33]。

映画『仮面ライダー×スーパー戦隊×宇宙刑事 スーパーヒーロー大戦Z』
スペースショッカーの幹部怪人の1体。配下の怪人には、サボテグロンやさそり男などを従えている。
ネットムービー『仮面戦隊ゴライダー』
トーテマが作り出した怪人として、スペースイカデビルやヒルカメレオンなどとともに登場。

## スパイダー
『仮面ライダー THE FIRST』では、テレビドラマおよび原作漫画のリメイクとして蜘蛛の能力が付加されたスパイダーというコードネームの改造人間が登場。個人タクシー運転手の山中 太一（）がクモの能力に適した特殊強化服を装着し、マスクとヘルメットを被ることで変身する。
主な任務は、怪人の目撃者や政治家などショッカーにとって不利益かつ敵対する人間の抹殺や、改造人間の基となる人間の拉致や確保である。
壁や木を自在に這い回り、左胸のチャックを開いて噴射する粘着液を変化させた強靭な糸で相手を拘束する。自分のタクシーには異常なまでに溺愛しているため、タクシーを汚す者は容赦無く抹殺する。
1号との激闘の果てにライダーキックを受け、爆散する。
- テレビドラマおよび原作漫画の怪人くも男のリメイク。複眼やクラッシャーなど、ライダーと同様のパーツ配置で共通性を持たせている[36]。「仮面性」を強調するため、ライダーと同様に眼に相当するパーツの下にあるゴーグル状の覗き穴もあえて隠さず、特徴の一つとしている[36]。
- 演 - 板尾創路
- スーツアクター - 大橋明[37]

## クモオーグ
『シン・仮面ライダー』では、テレビドラマおよび原作漫画のリメイクとして人間とクモの合成オーグメンテーションを受けた人外融合型オーグメントであるSHOCKERの上級構成員が登場。人外合成型オーグメント第1号でもある。
組織の不安要素や裏切り者を掃除する役割を持つ。8本のドレッドヘアのような足を持ち、ガスマスクを想起させる口元から暴力的な空気を発する。素早く動き、口から吐き出す糸のようなもので壁面などを昇降したり、相手を拘束したりするのに用いる。「これが私の仕事です」などと紳士的な性格をうかがえる口調で話すが、人間をその力を行使して自らの手で始末することやオーグメントであることなどに対して常軌を逸した幸福を求めており、獲物の命を奪う感触を楽しむなど、残虐な一面も覗かせる。手下のSHOCKER下級構成員たちは、SHOCKERのエンブレムでもあるワシの頭部が先端にあしらわれた棒とナイフとクモのオーグのエンブレムが用いられた襟章を装備する。
本郷猛と緑川ルリ子を追跡し、機動隊に擬態した手下たちにルリ子を捕獲させるが、本郷が変身したバッタオーグによって手下たちを瞬殺される。本郷とルリ子が身を隠したセーフハウスにて彼女の父である裏切り者の弘を殺害してルリ子を連れ去った後、追ってきた本郷が変身したバッタオーグ改め仮面ライダーによって倒される。
- 声 - 大森南朋[47][42]
- デザインは出渕裕がマスクとエンブレム、前田真宏が首から下、柘植伊佐夫が衣装を担当[出典 14]。原典と同様に、クモの足に見えるダズル迷彩のような柄と3つの赤い六角形の意匠を黒い顔に配している。マスクのクモの足の部分はメカメカしい見た目であったが、動きが上手く行かなかったため、ドレッドヘアとなった[45]。当初、ドレッドヘアは本人の髪の毛というイメージで考えられていた[50][41]。造形では髪止めの色が金色になっている[49]。実際のクモは頭と腹の2つで構成された身体となっていることから、クモオーグのマスクは前後に真ん中で割り、頭側はクモの8つの目を意識した穴を配置し、後ろ側はヒップホップを想起させるドレッドヘアのような編み込みでクモの腹と脚に見立てているなど、マスクそのものがクモの形になっている[出典 15]。原典では3つの六角形の意匠は目の部分に当たるが、本作品では本物のクモの顔を基にペイントによる処理をしており、衣装も当初はパルクールなどを意識したストリートファッションのような案であったが、後にマスクに繋がる赤と黒のダズル模様で彩られたレザーのライダースーツを着ることとなった[出典 16]。口元のガスマスクのフィルターに見える出っ張りは、庵野の要望から、糸のようなものを口から吐く際に、巻いた糸が出るイメージで、釣り具のベイトリールをイメージしたものとなっている[出典 17]。原典の原作漫画版で描かれていた敵の体を2本の腕で押さえて首をもう2本で絞めるビジュアルにインパクトがあったため、ファスナーが開いて腕が出てくるという設定となった[48]。スーツやグローブの下の形状を想定したデザイン案も製作されたが、劇中では未登場となった[51]。

## 漫画作品に登場する蜘蛛男

### 石ノ森章太郎の漫画版
石ノ森章太郎による漫画『仮面ライダー』でも、最初の怪人として登場する。ショッカーを裏切った本郷と緑川博士を抹殺するために現れる。
テレビ版とは異なる4本の腕を持つ。4本腕のデザインは、テレビ版の検討用デザインを踏襲している。
仮面ライダー1号に一度は敗れて腕を4本とも失い、断崖から海に落下したところをうつぼ男に回収される。その後、再改造で取り戻した腕を振るって1号との再戦に挑むが、敗れて自殺する。

### その他の漫画作品に登場する蜘蛛男
- 山田ゴロ版漫画『仮面ライダー』では、『テレビランド』1978年10月号付録掲載の「仮面ライダー誕生!!」に登場[54]。テレビ版とは異なり、バイクに乗って本郷を拉致するほか、こうもり男とともに本郷を襲う。
- 漫画『仮面ライダー11戦記』では、ガイストの再生強化怪人として登場。胴の脇から節足が生えている。1号を模したアンドロイドを囮として南光太郎を捕え、彼の変身したBLACK RXを抱きかかえて溶鉱炉に飛び込むが、バイオライダーに変身されて脱出され、自身のみ溶鉱炉に落ちてしまう[55]。
- 漫画『新 仮面ライダーSPIRITS』の過去編では、死神博士の命令を受けて『仮面ライダー』第13話に相当する時点で一文字隼人を拉致していたことが明かされる。また、改造前の一文字に一本背負いで投げられる姿も描かれている。

## ゲーム作品に登場する蜘蛛男
- スーパーファミコン用ソフト『仮面ライダー』では、全ステージに登場。
- 小説『S.I.C. HERO SAGA MASKED RIDER DEN-O EDITION -1971年4月3日-』では、『仮面ライダー』第1話と同様に本郷を拉致しようとするが、ネガタロスが過去（1971年4月3日）に現れたことにより、失敗する。
- ゲーム『オール仮面ライダー ライダージェネレーション2』では、他のライダーや怪人同様、ゴウラによって複製される。
- ゲーム『仮面ライダー バトライド・ウォー 創生』では、ストーリーモード「怪奇蜘蛛男」・「復活の蜘蛛男」で登場。蜘蛛男を含めた初期怪人が（テレビ第1話に相当する段階で）強化されたことにより、仮面ライダーが消滅する原因となっていた。一部のストーリーモードでは、スーパーアポロガイストの部下として登場している。

### コンパチヒーローシリーズ
- 『スーパー鉄球ファイト!』では、シオマネキングなどとともに敵キャラクターとして登場。
- 『スーパー特撮大戦2001』では、ショッカーの怪人として登場するが、ゲルショッカーやデストロンの出現後も登場。
- 『ロストヒーローズ』では、ビギンズ・キューブとアジト・キューブで登場。続編『ロストヒーローズ2』では、ランダム・キューブでハエ男などとともにネガ電王をボスとする形で登場。

## 『仮面ライダーSD』
- 漫画『仮面ライダーSD マイティライダーズ』では、クモの糸を使い、スポーツ選手を捕える作戦を実行。他の怪人と異なり、どの幹部（八鬼衆）配下の怪人かは明かされていない。
- OVA『仮面ライダーSD 怪奇!?クモ男』では、ジャーク将軍の配下の怪人として登場するが、実行する作戦は途中までほぼ同じであり、スポーツ選手を捕えるというもの。ミチルを捕らえ、蜘蛛の巣城に誘き寄せるが、RXが道を覚えられないため、FAXで地図を送る。触角で人質のミチルを操るうえ、テレビバエやタイホウバッファローとともにバトルライダーズと戦うが、メカニックライダーズが助っ人に現れたことにより、形勢を逆転されてしまう。声は佐藤正治。

## 『お昼のショッカーさん』
漫画第3話「糸」（アニメ版第4話）にてショッカー戦闘員たちの上司として登場。糸の実験台になった戦闘員の糸を取ってやる優しい一面も持つ。
漫画第10話「川わたり」（アニメ版も同じく第10話）では、蜘蛛の糸は蜘蛛男やイカデビルの川などを渡ることにも使用できるほど強靭であるが、蜘蛛男だけでなくイカデビルの手や足にもくっつかないことが明かされている。
続く漫画第11話「武者ぶるい」（アニメ版も同じく第11話）では、イカデビルの回想にて登場。イカデビルのミスで、蜂女やゲルショッカー首領ともども、洗濯物を汚されてしまっていた。
漫画第27話「ダンス」（アニメ版も同じく第27話）では、戦闘員の合体技に加わる形で、イカデビル・蜂女・ガラガランダとともにダンスしている。
漫画第31話「それぞれ」では、イカデビルと狼男による指導のもと、蜂女やヒトデンジャーなどとともにトレーニングをしていた。漫画第34話「綱引き」では、蜂女やドクガンダー（成虫）とともに虫さんチームとして綱引きに参加し、イカデビル・ヒトデンジャー・サボテグロンの海さんチームと勝負している。
漫画第35話「擬音」では、戦闘員への格闘訓練中、戦闘員からの質問に1日中頭を悩ませることになる。
漫画第38話「野外調査」では、戦闘員やイカデビルとともに野外調査に参加。ギターを弾けるなどの特技も披露している。
漫画第40話「解散」では、大島の特訓に付き合い、強化メニューも考えている。
- 声 - 榎木淳弥

## その他の作品に登場する蜘蛛男
- 小説『KIKAIDER00』では、スカルマン（旧1号）が戦う怪人のイメージとして登場。
- 絵本『ぼく、仮面ライダーになる!』では、ゴンちゃん（主人公と同じ幼稚園の園児）に憑りつき、主人公をいじめる。

## 関連するキャラクター
ドクモンド
テレビシリーズ『仮面ライダー』第57話に登場する土蜘蛛をモチーフとした改造人間。
クモライオン
テレビシリーズ『仮面ライダー』第87話に登場するクモとライオンをモチーフとした改造人間。資料によっては蜘蛛男をイメージしたものであると推測している。
クモ怪人
小説『仮面ライダーEVE-MASKED RIDER GAIA-』に登場するクモをモチーフとしたショッカーの改造人間。『仮面ライダーEVE』は、石ノ森章太郎の漫画『仮面ライダー』の続編ではあるが、上記の蜘蛛男とは別の個体。
クモロイド
雑誌記事『仮面ライダーZX』連載第2回に登場（テレビスペシャル版には未登場）。蜘蛛男のデータを基に製作されたとされている。
書籍『仮面ライダー大全集』では、蜘蛛男を意識したものと推測している。
ディスパイダー リ・ボーン
テレビシリーズ『仮面ライダー龍騎』第2話に登場するクモをモチーフとしたミラーモンスター。顔は蜘蛛男をモチーフとしている。
ソロスパイダー
テレビスペシャル『仮面ライダー龍騎 13RIDERS』に登場するクモをモチーフとしたミラーモンスター。配色は蜘蛛男を意識している。
スパイダーイマジン
テレビシリーズ『仮面ライダー電王』などに登場するクモをモチーフとしたイマジン。赤と黒の配色や、マントなどは蜘蛛男をイメージしている。
アラクネ
テレビシリーズ『仮面ライダーウィザード』第46話・第47話に登場するクモをモチーフとしたファントム。目は蜘蛛男を意識している。

### 「クモ」「コウモリ」の組み合わせ
『仮面ライダー』第1話と第2話に登場した蜘蛛男と蝙蝠男のオマージュとして、『仮面ライダーアマゾン』のクモ獣人と獣人吸血コウモリを皮切りに、「クモ」「コウモリ」の組み合わせは物語の序盤や重要な役回りとして使用されている。
中でも、第1話に登場するクモモチーフの怪人は下にまとめて記述する。
クモンジン
テレビシリーズ『仮面ライダー (スカイライダー)』第2話に登場。第1話の登場でこそなかったものの、ストーリー的には後述の第1話に登場したクモモチーフの怪人と近い役割を持っていたとされている。第3話にはコウモリモチーフのコウモルジンが登場し、「クモ」「コウモリ」の組み合わせとなっている。
クモ女
映画『仮面ライダーZO』に登場するクモモチーフの怪人（コウモリモチーフのコウモリ男も登場し、「クモ」「コウモリ」の組み合わせとなっている）。
スパイダー型素体ロイミュード
テレビシリーズ『仮面ライダードライブ』に登場するクモモチーフの怪人。同作品に登場するバット型素体ロイミュードとは『仮面ライダー』にちなみ、「クモ」「コウモリ」の組み合わせとなっている。
第1話登場のクモモチーフの怪人
後年の仮面ライダーシリーズでは、蜘蛛男を踏襲してクモをモチーフとした怪人が第1話に登場するものが多く存在する。
なお、『仮面ライダー』以外で第1話に蜘蛛怪人を登場させたのは、昭和仮面ライダーシリーズでは『仮面ライダーアマゾン』と『仮面ライダーBLACK』のみで、過去作品のオマージュとして第1話登場が多くなったのは、平成仮面ライダーシリーズからとされている。
クモ獣人
テレビシリーズ『仮面ライダーアマゾン』第1話に登場。蜘蛛男と違い、8本足をすべて再現。手から糸を放ち、風に乗って飛行できる。第1話に登場するという点は、蜘蛛男を踏襲している。第2話にはコウモリモチーフの獣人吸血コウモリが登場し、「クモ」「コウモリ」の組み合わせとなっている。
クモ怪人
テレビシリーズ『仮面ライダーBLACK』第1話に登場。蜘蛛男と違い、8本足を再現して5体同時に登場。サブキャラクターとしてコウモリモチーフのコウモリ怪人が登場し、「クモ」「コウモリ」の組み合わせとなっている。
ズ・グムン・バ
テレビシリーズ『仮面ライダークウガ』第1話に登場。顔の部分にクモの形状が集約されている。サブキャラクターとしてコウモリモチーフのズ・ゴオマ・グが登場し、「クモ」「コウモリ」の組み合わせとなっている。